# Brittany Borman
Brittany Borman (née le 1er juillet 1989 à Festus) est une athlète américaine, spécialiste du lancer du javelot. 

## Biographie
Vainqueur des sélections olympiques américaines 2012, elle est éliminée dès les qualifications aux Jeux de Londres.
En 2015, elle porte son record personnel à 64,75 m à Kawasaki et atteint la finale des championnats du monde de Pékin.

### Palmarès
| Date | Compétition           | Lieu  | Résultat | Épreuve           | Marquee |
| ---- | --------------------- | ----- | -------- | ----------------- | ------- |
| 2015 | Championnats du monde | Pékin | 12e      | Lancer du javelot | 58,26 m |

### Records
| Épreuve           | Performance | Lieu     | Date        |
| ----------------- | ----------- | -------- | ----------- |
| Lancer du javelot | 64,75 m     | Kawasaki | 10 mai 2015 |